# Stazione di Hône-Bard
La stazione di Hône-Bard (in francese: gare de Hône-Bard) è una stazione ferroviaria nel comune di Hône, in Valle d'Aosta.

## Strutture ed impianti

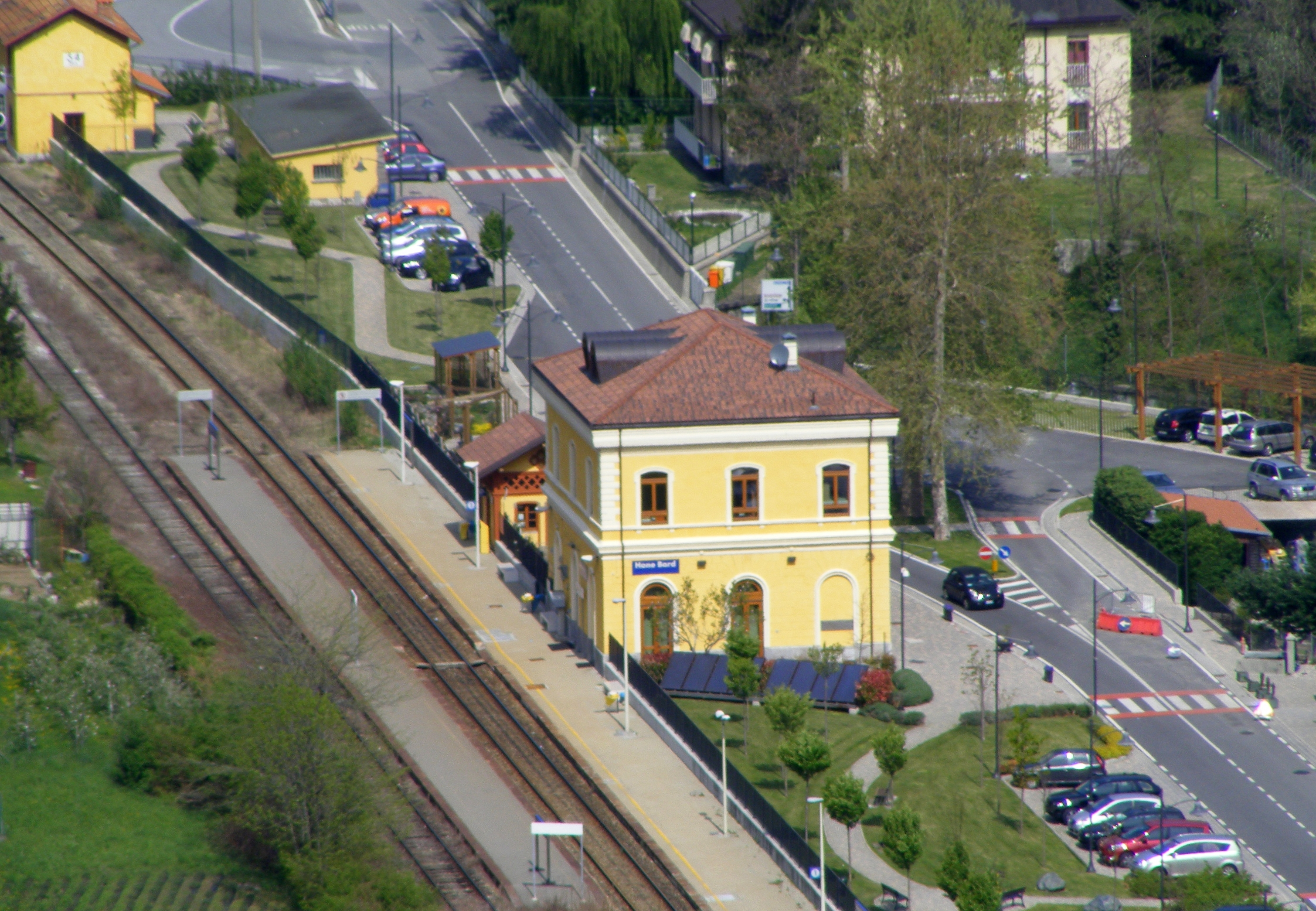
Piazzale binari visto dal Forte di Bard

La gestione degli impianti è affidata a Rete Ferroviaria Italiana.
La stazione è dotata di due binari passanti, di cui il primo di corsa e il secondo per gli incroci con i deviatoi percorribili a 60 km/h.
La stazione dispone di un fabbricato viaggiatori che si sviluppa su due piani sebbene esso risulti convertito in una struttura alberghiera.
È presente un piccolo scalo merci non più utilizzato.

## Movimento
La stazione è servita da treni regionali svolti da Trenitalia nell'ambito del contratto di servizio stipulato con la Regione Valle d'Aosta.

## Servizi
Nella stazione, che RFI classifica nella categoria "Bronze", sono presenti pannelli d'informazione audio e video per le partenze dei treni. Essa dispone di:
- Biglietteria automatica
- Sala d'attesa